# Stanisław Sojka

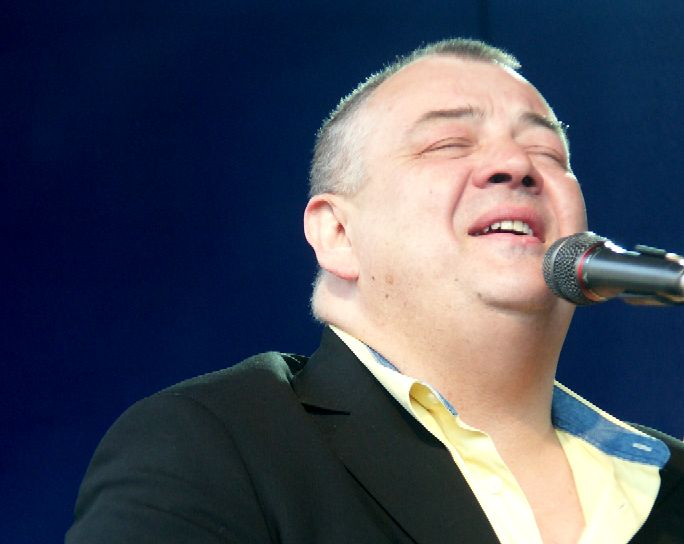
Stanislaw Sojka

Stanisław Joachim Sojka (* 26. April 1959 in Żory) ist ein polnischer Jazzsänger und Komponist.
Die Karriere des Jazzvokalisten Sojka startete 1979, als er ein regionales Jazzfestival gewann und im gleichen Jahr seine erste LP herausbrachte. Dieses Live-Album Do Not Cry mit internationalen Jazzstandards wurde zu einer populären Schallplatte der polnischen Jugend. 1990 erschien sein Album Acoustic, das über die Jazzszene hinaus erfolgreich war. 1991 war er Sieger des Festivals des polnischen Liedes in Opole und 1992 des internationalen Festivals von Sopot. Er erhielt außerdem 1996 die Auszeichnung Fryderyk als bester Gesangskünstler des Jahres. Teilweise arbeitete er auf seinen Alben mit Mateusz Pospieszalski und Andrzej Przybielski zusammen.

## Diskographische Hinweise
- Sojka Sings Ellington (Helicon 1982)
- Ewa Bem, Stanisław Sojka: Polish Jazz Vol. 14 (Polskie Nagrania Muza 1989)
- Live (1993)
- Soyka Sings Shakespeare's Sonnets (Pomaton 1999)
- Soykanova (Pomaton 2002)
- Acoustic (Capitol / EMI 2004)
- Stanisław Sojka & Roger Berg Big Band: Swing Revisited (Universal Music 2015)
- Muzyka i Słowa  (Universal Music 2015)